# Medaliści igrzysk olimpijskich w szermierce
Lista medalistów olimpijskich w szermierce.

## Mężczyźni

### Floret indywidualnie
| Rok i miejsce       | Złoto                   | Srebro                  | Brąz                            |
| ------------------- | ----------------------- | ----------------------- | ------------------------------- |
| 1896 Ateny          | Eugène-Henri Gravelotte | Henri Callot            | Periklis Pierakos-Mawromichalis |
| 1900 Paryż          | Émile Coste             | Henri Masson            | Marcel Boulenger                |
| 1904 Saint Louis    | Ramón Fonst             | Albertson Van Zo Post   | Charles Tatham                  |
| 1912 Sztokholm      | Nedo Nadi               | Pietro Speciale         | Richard Verderber               |
| 1920 Antwerpia      | Nedo Nadi               | Philippe Cattiau        | Roger Ducret                    |
| 1924 Paryż          | Roger Ducret            | Philippe Cattiau        | Maurice Van Damme               |
| 1928 Amsterdam      | Lucien Gaudin           | Erwin Casmir            | Giulio Gaudini                  |
| 1932 Los Angeles    | Gustavo Marzi           | Joseph Levis            | Giulio Gaudini                  |
| 1936 Berlin         | Giulio Gaudini          | Édward Gardère          | Giorgio Bocchino                |
| 1948 Londyn         | Jéhan de Buhan          | Christian d’Oriola      | Lajos Maszlay                   |
| 1952 Helsinki       | Christian d’Oriola      | Edoardo Mangiarotti     | Manlio Di Rosa                  |
| 1956 Melbourne      | Christian d’Oriola      | Giancarlo Bergamini     | Antonio Spallino                |
| 1960 Rzym           | Wiktor Żdanowicz        | Jurij Sisikin           | Albert Axelrod                  |
| 1964 Tokio          | Egon Franke             | Jean-Claude Magnan      | Daniel Revenu                   |
| 1968 Meksyk         | Ion Drîmbă              | Jenő Kamuti             | Daniel Revenu                   |
| 1972 Monachium      | Witold Woyda            | Jenő Kamuti             | Christian Noël                  |
| 1976 Montreal       | Fabio Dal Zotto         | Aleksandr Romankow      | Bernard Talvard                 |
| 1980 Moskwa         | Władimir Smirnow        | Pascal Jolyot           | Aleksandr Romankow              |
| 1984 Los Angeles    | Mauro Numa              | Matthias Behr           | Stefano Cerioni                 |
| 1988 Seul           | Stefano Cerioni         | Udo Wagner              | Aleksandr Romankow              |
| 1992 Barcelona      | Philippe Omnès          | Serhij Hołubycki        | Elvis Gregory                   |
| 1996 Atlanta        | Alessandro Puccini      | Lionel Plumenail        | Franck Boidin                   |
| 2000 Sydney         | Kim Young-ho            | Ralf Bißdorf            | Dmitrij Szewczenko              |
| 2004 Ateny          | Brice Guyart            | Salvatore Sanzo         | Andrea Cassarà                  |
| 2008 Pekin          | Benjamin Kleibrink      | Yūki Ōta                | Salvatore Sanzo                 |
| 2012 Londyn         | Lei Sheng               | Ala ad-Din Abu al-Kasim | Choi Byung-chul                 |
| 2016 Rio de Janeiro | Daniele Garozzo         | Alexander Massialas     | Timur Safin                     |
| 2020 Tokio          | Cheung Ka Long          | Daniele Garozzo         | Alexander Choupenitch           |
| 2024 Paryż          | Cheung Ka Long          | Filippo Macchi          | Nick Itkin                      |

### Floret drużynowo
| Rok i miejsce       | Złoto | Srebro | Brąz |
| ------------------- | --- | --- | --- |
| 1904 Saint Louis    | Kuba · Ramón Fonst · Manuel Díaz · Albertson Van Zo Post                                                                                    | Stany Zjednoczone · Fitzhugh Townsend · Arthur Fox · Charles Tatham                                                                                     | --- |
| 1920 Antwerpia      | Włochy · Nedo Nadi · Aldo Nadi · Abelardo Olivier · Pietro Speciale · Rodolfo Terlizzi · Oreste Puliti · Tommaso Costantino · Baldo Baldi   | Francja · André Labatut · Georges Trombert · Marcel Perrot · Lucien Gaudin · Philippe Cattiau · Roger Ducret · Gaston Amson · Lionel Bony de Castellane | Stany Zjednoczone · Francis Honeycutt · Arthur Lyon · Robert Sears · Henry Breckinridge · Harold Rayner                           |
| 1924 Paryż          | Francja · André Labatut · Joseph Perotaux · Henri Jobier · Lucien Gaudin · Philippe Cattiau · Roger Ducret · Jacques Coutrot · Guy de Luget | Belgia · Désiré Beaurain · Charles Crahay · Fernand de Montigny · Maurice Van Damme · Marcel Berré · Albert De Roocker                                  | Węgry · László Berti · István Lichteneckert · Sándor Pósta · Zoltán Schenker · Ödön Tersztyánszky                                 |
| 1928 Amsterdam      | Włochy · Ugo Pignotti · Oreste Puliti · Giulio Gaudini · Giorgio Pessina · Giorgio Chiavacci · Gioacchino Guaragna                          | Francja · Lucien Gaudin · Philippe Cattiau · Roger Ducret · André Labatut · Raymond Flacher · André Gaboriaud                                           | Argentyna · Roberto Larraz · Raúl Anganuzzi · Luis Lucchetti · Héctor Lucchetti · Carmelo Camet                                   |
| 1932 Los Angeles    | Francja · Philippe Cattiau · Édward Gardère · René Lemoine · René Bondoux · Jean Piot · René Bougnol                                        | Włochy · Ugo Pignotti · Gustavo Marzi · Giulio Gaudini · Giorgio Pessina · Rodolfo Terlizzi · Gioacchino Guaragna                                       | Stany Zjednoczone · George Calnan · Joseph Levis · Hugh Alessandroni · Dernell Every · Richard Steere · Frank Righeimer           |
| 1936 Berlin         | Włochy · Manlio Di Rosa · Gustavo Marzi · Giulio Gaudini · Ciro Verratti · Giorgio Bocchino · Gioacchino Guaragna                           | Francja · André Gardère · Édward Gardère · René Lemoine · René Bondoux · Jacques Coutrot · René Bougnol                                                 | III Rzesza · Erwin Casmir · Julius Eisenecker · August Heim · Siegfried Lerdon · Otto Adam · Stefan Rosenbauer                    |
| 1948 Londyn         | Francja · André Bonin · Christian d’Oriola · Jéhan de Buhan · René Bougnol · Jacques Lataste · Adrien Rommel                                | Włochy · Renzo Nostini · Manlio Di Rosa · Edoardo Mangiarotti · Giuliano Nostini · Giorgio Pellini · Saverio Ragno                                      | Belgia · Georges de Bourguignon · Henri Paternóster · Édouard Yves · Raymond Bru · André van de Werve de Vorsselaer · Paul Valcke |
| 1952 Helsinki       | Francja · Claude Netter · Christian d’Oriola · Jéhan de Buhan · Jacques Noël · Jacques Lataste · Adrien Rommel                              | Włochy · Renzo Nostini · Manlio Di Rosa · Edoardo Mangiarotti · Giancarlo Bergamini · Giorgio Pellini · Antonio Spallino                                | Węgry · Endre Tilli · Aladár Gerevich · Endre Palócz · Lajos Maszlay · Tibor Berczelly · József Sákovics                          |
| 1956 Melbourne      | Włochy · Luigi Carpaneda · Manlio Di Rosa · Edoardo Mangiarotti · Giancarlo Bergamini · Vittorio Lucarelli · Antonio Spallino               | Francja · Claude Netter · Christian d’Oriola · Bernard Baudoux · René Coicaud · Jacques Lataste · Roger Closset                                         | Węgry · Endre Tilli · József Gyuricza · Mihály Fülöp · Lajos Somodi Sr. · József Marosi · József Sákovics                         |
| 1960 Rzym           | ZSRR · Wiktor Żdanowicz · Mark Midler · Jurij Sisikin · German Swesznikow · Jurij Rudow                                                     | Włochy · Luigi Carpaneda · Alberto Pellegrino · Edoardo Mangiarotti · Mario Curletto · Aldo Aureggi                                                     | Niemcy · Jürgen Brecht · Tim Gerresheim · Eberhard Mehl · Jürgen Theuerkauff                                                      |
| 1964 Tokio          | ZSRR · German Swesznikow · Wiktor Żdanowicz · Mark Midler · Jurij Sisikin · Jurij Szarow                                                    | Polska · Zbigniew Skrudlik · Witold Woyda · Ryszard Parulski · Egon Franke · Janusz Różycki                                                             | Francja · Daniel Revenu · Jacky Courtillat · Pierre Rodocanachi · Christian Noël · Jean-Claude Magnan                             |
| 1968 Meksyk         | Francja · Daniel Revenu · Gilles Berolatti · Christian Noël · Jean-Claude Magnan · Jacques Dimont                                           | ZSRR · Gierman Swiesznikow · Jurij Szarow · Wasyl Stankowycz · Wiktor Putiatin · Jurij Sisikin                                                          | Polska · Witold Woyda · Zbigniew Skrudlik · Ryszard Parulski · Egon Franke · Adam Lisewski                                        |
| 1972 Monachium      | Polska · Witold Woyda · Marek Dąbrowski · Jerzy Kaczmarek · Lech Koziejowski · Arkadiusz Godel                                              | ZSRR · Władimir Dienisow · Anatolij Koteszew · Leonid Romanow · Wasyl Stankowycz · Wiktor Putiatin                                                      | Francja · Jean-Claude Magnan · Christian Noël · Daniel Revenu · Bernard Talvard · Gilles Berolatti                                |
| 1976 Montreal       | RFN · Matthias Behr · Thomas Bach · Harald Hein · Klaus Reichert · Erk Sens-Gorius                                                          | Włochy · Fabio Dal Zotto · Carlo Montano · Stefano Simoncelli · Giovanni Battista Coletti · Attilio Calatroni                                           | Francja · Christian Noël · Bernard Talvard · Didier Flament · Frédéric Pietruszka · Daniel Revenu                                 |
| 1980 Moskwa         | Francja · Didier Flament · Pascal Jolyot · Bruno Boscherie · Philippe Bonin · Frédéric Pietruszka                                           | ZSRR · Aleksandr Romankow · Władimir Smirnow · Sabirżan Ruzijew · Aszot Karagjan · Władimir Łapicki                                                     | Polska · Adam Robak · Bogusław Zych · Lech Koziejowski · Marian Sypniewski                                                        |
| 1984 Los Angeles    | Włochy · Mauro Numa · Andrea Borella · Stefano Cerioni · Angelo Scuri · Andrea Cipressa                                                     | RFN · Matthias Behr · Mathias Gey · Harald Hein · Frank Beck · Klaus Reichert                                                                           | Francja · Philippe Omnès · Patrick Groc · Frédéric Pietruszka · Pascal Jolyot · Marc Cerboni                                      |
| 1988 Seul           | ZSRR · Wladimer Apciauri · Anwar Ibragimow · Boris Koriecki · Ilgar Mamiedow · Aleksandr Romankow                                           | RFN · Matthias Behr · Thomas Endres · Mathias Gey · Ulrich Schreck · Thorsten Weidner                                                                   | Węgry · István Busa · Zsolt Érsek · Róbert Gátai · Pál Szekeres · István Szelei                                                   |
| 1992 Barcelona      | Niemcy · Alexander Koch · Ulrich Schreck · Thorsten Weidner · Udo Wagner · Ingo Weißenborn                                                  | Kuba · Guillermo Betancourt · Tulio Díaz · Hermenegildo García · Óscar García · Elvis Gregory                                                           | Polska · Piotr Kiełpikowski · Adam Krzesiński · Marian Sypniewski · Cezary Siess · Ryszard Sobczak                                |
| 1996 Atlanta        | Rosja · Dmitrij Szewczenko · Ilgar Mamiedow · Władisław Pawłowicz                                                                           | Polska · Ryszard Sobczak · Piotr Kiełpikowski · Adam Krzesiński                                                                                         | Kuba · Elvis Gregory · Rolando Tucker · Oscar García                                                                              |
| 2000 Sydney         | Francja · Jean-Noël Ferrari · Brice Guyart · Patrice Lhôtellier · Lionel Plumenail                                                          | Chiny · Dong Zhaozhi · Wang Haibin · Wu Hanxiong · Ye Chong                                                                                             | Włochy · Daniele Crosta · Salvatore Sanzo · Matteo Zennaro · Gabriele Magni                                                       |
| 2004 Ateny          | Włochy · Salvatore Sanzo · Simone Vanni · Andrea Cassarà                                                                                    | Chiny · Dong Zhaozhi · Wang Haibin · Ye Chong · Wu Hanxiong                                                                                             | Rosja · Rienał Ganiejew · Jurij Mołczan · Wiaczesław Pozdniakow · Rusłan Nasibullin                                               |
| 2008 Pekin          | – | – | – |
| 2012 Londyn         | Włochy · Valerio Aspromonte · Giorgio Avola · Andrea Baldini · Andrea Cassarà                                                               | Japonia · Suguru Awaji · Kenta Chida · Ryō Miyake · Yūki Ōta                                                                                            | Niemcy · Sebastian Bachmann · André Weßels · Peter Joppich · Benjamin Kleibrink                                                   |
| 2016 Rio de Janeiro | Rosja · Aleksiej Czeriemisinow · Artur Achmatchuzin · Timur Safin · Dmitrij Żeriebczenko                                                    | Francja · Jérémy Cadot · Enzo Lefort · Erwann Le Péchoux · Jean-Paul Tony Helissey                                                                      | Stany Zjednoczone · Miles Chamley-Watson · Alexander Massialas · Gerek Meinhardt · Race Imboden                                   |
| 2020 Tokio          | Francja · Julien Mertine · Enzo Lefort · Maxime Pauty · Erwann Le Péchoux                                                                   | Rosyjski Komitet Olimpijski · Kiriłł Borodaczow · Władisław Mylnikow · Anton Borodaczow · Timur Safin                                                   | Stany Zjednoczone · Alexander Massialas · Nick Itkin · Gerek Meinhardt · Race Imboden                                             |
| 2024 Paryż          | Japonia · Kazuki Iimura · Kyōsuke Matsuyama · Yudai Nagano · Takahiro Shikine                                                               | Włochy · Guillaume Bianchi · Alessio Foconi · Filippo Macchi · Tommaso Marini                                                                           | Francja · Maximilien Chastanet · Enzo Lefort · Julien Mertine · Maxime Pauty                                                      |

### Szpada indywidualnie
| Rok i miejsce       | Złoto                      | Srebro                | Brąz                          |
| ------------------- | -------------------------- | --------------------- | ----------------------------- |
| 1900 Paryż          | Ramón Fonst                | Louis Perrée          | Léon Sée                      |
| 1904 Saint Louis    | Ramón Fonst                | Charles Tatham        | Albertson Van Zo Post         |
| 1908 Londyn         | Gaston Alibert             | Alexandre Lippmann    | Eugène Olivier                |
| 1912 Sztokholm      | Paul Anspach               | Ivan Osiier           | Philippe Le Hardy de Beaulieu |
| 1920 Antwerpia      | Armand Massard             | Alexandre Lippmann    | Gustave Buchard               |
| 1924 Paryż          | Charles Delporte           | Roger Ducret          | Nils Hellsten                 |
| 1928 Amsterdam      | Lucien Gaudin              | Georges Buchard       | George Calnan                 |
| 1932 Los Angeles    | Giancarlo Cornaggia-Medici | Georges Buchard       | Carlo Agostoni                |
| 1936 Berlin         | Franco Riccardi            | Saverio Ragno         | Giancarlo Cornaggia-Medici    |
| 1948 Londyn         | Luigi Cantone              | Oswald Zappelli       | Edoardo Mangiarotti           |
| 1952 Helsinki       | Edoardo Mangiarotti        | Dario Mangiarotti     | Oswald Zappelli               |
| 1956 Melbourne      | Carlo Pavesi               | Giuseppe Delfino      | Edoardo Mangiarotti           |
| 1960 Rzym           | Giuseppe Delfino           | Allan Jay             | Bruno Habārovs                |
| 1964 Tokio          | Hryhorij Kriss             | Bill Hoskyns          | Guram Kostawa                 |
| 1968 Meksyk         | Győző Kulcsár              | Hryhorij Kriss        | Gianluigi Saccaro             |
| 1972 Monachium      | Csaba Fenyvesi             | Jacques Ladègaillerie | Győző Kulcsár                 |
| 1976 Montreal       | Alexander Pusch            | Jürgen Hehn           | Győző Kulcsár                 |
| 1980 Moskwa         | Johan Harmenberg           | Ernő Kolczonay        | Philippe Riboud               |
| 1984 Los Angeles    | Philippe Boisse            | Björne Väggö          | Philippe Riboud               |
| 1988 Seul           | Arnd Schmitt               | Philippe Riboud       | Andriej Szuwałow              |
| 1992 Barcelona      | Éric Srecki                | Pawieł Kołobkow       | Jean-Michel Henry             |
| 1996 Atlanta        | Aleksandr Biekietow        | Iván Trevejo          | Géza Imre                     |
| 2000 Sydney         | Pawieł Kołobkow            | Hugues Obry           | Lee Sang-ki                   |
| 2004 Ateny          | Marcel Fischer             | Wang Lei              | Pawieł Kołobkow               |
| 2008 Pekin          | Matteo Tagliariol          | Fabrice Jeannet       | José Luis Abajo               |
| 2012 Londyn         | Rubén Limardo              | Bartosz Piasecki      | Jung Jin-sun                  |
| 2016 Rio de Janeiro | Park Sang-young            | Géza Imre             | Gauthier Grumier              |
| 2020 Tokio          | Romain Cannone             | Gergely Siklósi       | Ihor Rejzlin                  |
| 2024 Paryż          | Kōki Kanō                  | Yannick Borel         | Mohamed El-Sayed              |

### Szpada drużynowo
| Rok i miejsce       | Złoto | Srebro | Brąz |
| ------------------- | --- | --- | --- |
| 1908 Londyn         | Francja · Gaston Alibert · Bernard Gravier · Alexandre Lippmann · Eugène Olivier · Jean Stern · Herman Georges Berger · Charles Collignon                                          | Wielka Brytania · Leaf Daniell · Cecil Haig · Martin Holt · Robert Montgomerie · Edgar Amphlett · Edgar Seligman                              | Belgia · Paul Anspach · Désiré Beaurain · Ferdinand Feyerick · François Rom · Fernand de Montigny · Victor Willems · Fernand Bosmans |
| 1912 Sztokholm      | Belgia · Paul Anspach · Henri Anspach · Jacques Ochs · Gaston Salmon · Victor Willems · Robert Hennet                                                                              | Wielka Brytania · Edgar Seligman · Robert Montgomerie · Percival Davson · Arthur Everitt · Sydney Martineau                                   | Holandia · Adrianus de Jong · Willem van Blijenburgh · Jetze Doorman · George van Rossem · Leonardus Nardus                          |
| 1920 Antwerpia      | Włochy · Nedo Nadi · Aldo Nadi · Abelardo Olivier · Giovanni Canova · Dino Urbani · Tullio Bozza · Andrea Marrazzi · Antonio Allocchio · Tommaso Costantino · Paolo Thaon di Revel | Belgia · Paul Anspach · Léon Tom · Ernest Gevers · Félix Goblet d’Alviella · Victor Boin · Joseph De Craecker · Philippe Le Hardy de Beaulieu | Francja · Armand Massard · Alexandre Lippmann · Gustave Buchard · Georges Trombert · Gaston Amson · Louis Moreau · Georges Casanova  |
| 1924 Paryż          | Francja · Lucien Gaudin · Roger Ducret · Alexandre Lippmann · Georges Buchard · André Labatut · Georges Tainturier · Robert Liottel                                                | Belgia · Fernand de Montigny · Joseph De Craecker · Paul Anspach · Ernest Gevers · Léon Tom · Charles Delporte                                | Włochy · Vincenzo Cuccia · Giovanni Canova · Giulio Basletta · Marcello Bertinetti · Virgilio Mantegazza · Oreste Moricca            |
| 1928 Amsterdam      | Włochy · Carlo Agostoni · Marcello Bertinetti · Giancarlo Cornaggia-Medici · Renzo Minoli · Giulio Basletta · Franco Riccardi                                                      | Francja · Armand Massard · Georges Buchard · Gaston Amson · Émile Cornic · Bernard Schmetz · René Barbier                                     | Portugalia · Paulo d’Eça Leal · Mário de Noronha · Jorge de Paiva · Frederico Paredes · João Sassetti · Henrique da Silveira         |
| 1932 Los Angeles    | Francja · Philippe Cattiau · Georges Buchard · Bernard Schmetz · Fernand Jourdant · Jean Piot · Georges Tainturier                                                                 | Włochy · Carlo Agostoni · Giancarlo Cornaggia-Medici · Renzo Minoli · Franco Riccardi · Saverio Ragno                                         | Stany Zjednoczone · George Calnan · Gustave Heiss · Frank Righeimer · Curtis Shears · Tracy Jaeckel · Miguel de Capriles             |
| 1936 Berlin         | Włochy · Giancarlo Cornaggia-Medici · Edoardo Mangiarotti · Saverio Ragno · Alfredo Pezzana · Giancarlo Brusati · Franco Riccardi                                                  | Szwecja · Sven Thofelt · Gustaf Dyrssen · Gustav Almgren · Hans Granfelt · Birger Cederin · Hans Drakenberg                                   | Francja · Georges Buchard · Paul Wormser · Philippe Cattiau · Henri Dulieux · Bernard Schmetz · Michel Pécheux                       |
| 1948 Londyn         | Francja · Henri Guérin · Henri Lepage · Marcel Desprets · Michel Pécheux · Maurice Huet · Édouard Artigas                                                                          | Włochy · Edoardo Mangiarotti · Carlo Agostoni · Fiorenzo Marini · Marco Antonio Mandruzzato · Luigi Cantone · Dario Mangiarotti               | Szwecja · Carl Forssell · Arne Tollbom · Bengt Ljungquist · Sven Thofelt · Frank Cervell · Per Hjalmar Carleson                      |
| 1952 Helsinki       | Włochy · Edoardo Mangiarotti · Dario Mangiarotti · Carlo Pavesi · Giuseppe Delfino · Franco Bertinetti · Roberto Battaglia                                                         | Szwecja · Lennart Magnusson · Carl Forssell · Berndt-Otto Rehbinder · Per Carleson · Sven Fahlman · Bengt Ljungquist                          | Szwajcaria · Willy Fitting · Otto Rüfenacht · Mario Valota · Oswald Zappelli · Paul Barth · Paul Meister                             |
| 1956 Melbourne      | Włochy · Edoardo Mangiarotti · Giuseppe Delfino · Giorgio Anglesio · Carlo Pavesi · Franco Bertinetti · Alberto Pellegrino                                                         | Węgry · József Sákovics · Béla Rerrich · Lajos Balthazár · Ambrus Nagy · József Marosi · Barnabás Berzsenyi                                   | Francja · Armand Mouyal · Claude Nigon · Daniel Dagallier · Yves Dreyfus · René Queyroux · Bernard Baudoux                           |
| 1960 Rzym           | Włochy · Giuseppe Delfino · Alberto Pellegrino · Carlo Pavesi · Edoardo Mangiarotti · Fiorenzo Marini · Gianluigi Saccaro                                                          | Wielka Brytania · Allan Jay · Michael Howard · John Pelling · Bill Hoskyns · Raymond Harrison · Michael Alexander                             | ZSRR · Guram Kostawa · Walentin Czernikow · Bruno Habārovs · Arnold Czernuszewicz · Aleksandr Pawłowski                              |
| 1964 Tokio          | Węgry · Győző Kulcsár · István Kausz · Zoltán Nemere · Tamás Gábor · Árpád Bárány                                                                                                  | Włochy · Gianluigi Saccaro · Giuseppe Delfino · Giovanni Battista Breda · Gianfranco Paolucci · Alberto Pellegrino                            | Francja · Jacques Brodin · Yves Dreyfus · Claude Bourquard · Jacques Guittet · Claude Brodin                                         |
| 1968 Meksyk         | Węgry · Csaba Fenyvesi · Zoltán Nemere · Pál Schmitt · Győző Kulcsár · Pál Nagy | ZSRR · Hryhorij Kriss · Josyp Witebśkyj · Aleksiej Nikanczikow · Jurij Smolakow · Wiktor Modzalewski                                          | Polska · Bohdan Andrzejewski · Michał Butkiewicz · Bohdan Gonsior · Henryk Nielaba · Kazimierz Barburski                             |
| 1972 Monachium      | Węgry · Sándor Erdős · Csaba Fenyvesi · Győző Kulcsár · Pál Schmitt · István Osztrics                                                                                              | Szwajcaria · Guy Evéquoz · Daniel Giger · Christian Kauter · Peter Lötscher · François Suchanecki                                             | ZSRR · Hryhorij Kriss · Siergiej Paramonow · Igor Waletow · Gieorgij Zażycki · Wiktor Modzolewski                                    |
| 1976 Montreal       | Szwecja · Carl von Essen · Hans Jacobson · Rolf Edling · Leif Högström · Göran Flodström                                                                                           | RFN · Alexander Pusch · Jürgen Hehn · Reinhold Behr · Volker Fischer · Hanns Jana                                                             | Szwajcaria · François Suchanecki · Michel Poffet · Daniel Giger · Christian Kauter · Jean-Blaise Evéquoz                             |
| 1980 Moskwa         | Francja · Philippe Riboud · Patrick Picot · Hubert Gardas · Philippe Boisse · Michel Salesse                                                                                       | Polska · Piotr Jabłkowski · Andrzej Lis · Leszek Swornowski · Ludomir Chronowski · Mariusz Strzałka                                           | ZSRR · Aszot Karagjan · Boris Łukomski · Aleksandr Abuszachmietow · Aleksandr Możajew · Władimir Smirnow                             |
| 1984 Los Angeles    | RFN · Elmar Borrmann · Volker Fischer · Gerhard Heer · Rafael Nickel · Alexander Pusch                                                                                             | Francja · Philippe Boisse · Jean-Michel Henry · Olivier Lenglet · Philippe Riboud · Michel Salesse                                            | Włochy · Stefano Bellone · Sandro Cuomo · Cosimo Ferro · Roberto Manzi · Angelo Mazzoni                                              |
| 1988 Seul           | Francja · Frédéric Delpla · Jean-Michel Henry · Olivier Lenglet · Philippe Riboud · Éric Srecki                                                                                    | RFN · Elmar Borrmann · Volker Fischer · Thomas Gerull · Alexander Pusch · Arnd Schmitt                                                        | ZSRR · Andriej Szuwałow · Pawieł Kołobkow · Władimir Riezniczenko · Mychajło Tyszko · Igor Tichomirow                                |
| 1992 Barcelona      | Niemcy · Elmar Borrmann · Robert Felisiak · Uwe Proske · Władimir Riezniczenko · Arnd Schmitt                                                                                      | Węgry · Iván Kovács · Krisztián Kulcsár · Ferenc Hegedűs · Ernő Kolczonay · Gábor Totola                                                      | WNP · Andriej Szuwałow · Pawieł Kołobkow · Serhij Krawczuk · Siergiej Kostariew · Walerij Zachariewicz                               |
| 1996 Atlanta        | Włochy · Sandro Cuomo · Angelo Mazzoni · Maurizio Randazzo | Rosja · Aleksandr Biekietow · Pawieł Kołobkow · Walerij Zachariewicz                                                                          | Francja · Jean-Michel Henry · Robert Leroux · Éric Srecki                                                                            |
| 2000 Sydney         | Włochy · Angelo Mazzoni · Maurizio Randazzo · Paolo Milanoli · Alfredo Rota | Francja · Éric Srecki · Jean-François Di Martino · Hugues Obry                                                                                | Kuba · Nelson Loyola · Carlos Pedroso · Iván Trevejo                                                                                 |
| 2004 Ateny          | Francja · Fabrice Jeannet · Jérôme Jeannet · Hugues Obry · Érik Boisse | Węgry · Gábor Boczkó · Krisztián Kulcsár · Iván Kovács · Géza Imre                                                                            | Niemcy · Sven Schmid · Jörg Fiedler · Daniel Strigel                                                                                 |
| 2008 Pekin          | Francja · Fabrice Jeannet · Jérôme Jeannet · Ulrich Robeiri | Polska · Radosław Zawrotniak · Tomasz Motyka · Adam Wiercioch · Robert Andrzejuk                                                              | Włochy · Matteo Tagliariol · Diego Confalonieri · Alfredo Rota · Stefano Carozzo                                                     |
| 2012 Londyn         | – | – | – |
| 2016 Rio de Janeiro | Francja · Gauthier Grumier · Yannick Borel · Daniel Jérent · Jean-Michel Lucenay                                                                                                   | Włochy · Enrico Garozzo · Marco Fichera · Paolo Pizzo · Andrea Santarelli                                                                     | Węgry · Géza Imre · Gábor Boczkó · András Rédli · Péter Somfai                                                                       |
| 2020 Tokio          | Japonia · Kōki Kanō · Kazuyasu Minobe · Masaru Yamada · Satoru Uyama | Rosyjski Komitet Olimpijski · Pawieł Suchow · Siergiej Bida · Siergiej Chodos · Nikita Głazkow                                                | Korea Południowa · Park Sang-young · Ma Se-geon · Song Jae-ho · Kweon Young-jun                                                      |
| 2024 Paryż          | Węgry · Tibor Andrásfi · Máté Tamás Koch · Dávid Nagy · Gergely Siklósi | Japonia · Kōki Kanō · Akira Komata · Kazuyasu Minobe · Masaru Yamada                                                                          | Czechy · Michal Čupr · Jiří Beran · Jakub Jurka · Martin Rubeš                                                                       |

### Szabla indywidualnie
| Rok i miejsce       | Złoto                 | Srebro               | Brąz                       |
| ------------------- | --------------------- | -------------------- | -------------------------- |
| 1896 Ateny          | Joanis Jeorjadis      | Tilemachos Karakalos | Holger Nielsen             |
| 1900 Paryż          | Georges de la Falaise | Léon Thiébaut        | Siegfried Flesch           |
| 1904 Saint Louis    | Manuel Díaz           | William Grebe        | Albertson Van Zo Post      |
| 1908 Londyn         | Jenő Fuchs            | Béla Zulavszky       | Vilém Goppold von Lobsdorf |
| 1912 Sztokholm      | Jenő Fuchs            | Béla Békessy         | Ervin Mészáros             |
| 1920 Antwerpia      | Nedo Nadi             | Aldo Nadi            | Arie de Jong               |
| 1924 Paryż          | Sándor Pósta          | Roger Ducret         | János Garay                |
| 1928 Amsterdam      | Ödön Tersztyánszky    | Attila Petschauer    | Bino Bini                  |
| 1932 Los Angeles    | György Piller         | Giulio Gaudini       | Endre Kabos                |
| 1936 Berlin         | Endre Kabos           | Gustavo Marzi        | Aladár Gerevich            |
| 1948 Londyn         | Aladár Gerevich       | Vincenzo Pinton      | Pál Kovács                 |
| 1952 Helsinki       | Pál Kovács            | Aladár Gerevich      | Tibor Berczelly            |
| 1956 Melbourne      | Rudolf Kárpáti        | Jerzy Pawłowski      | Lew Kuzniecow              |
| 1960 Rzym           | Rudolf Kárpáti        | Zoltán Horváth       | Wladimiro Calarese         |
| 1964 Tokio          | Tibor Pézsa           | Claude Arabo         | Umar Mawlichanow           |
| 1968 Meksyk         | Jerzy Pawłowski       | Mark Rakita          | Tibor Pézsa                |
| 1972 Monachium      | Wiktor Sidiak         | Péter Marót          | Władimir Nazłymow          |
| 1976 Montreal       | Wiktor Krowopuskow    | Władimir Nazłymow    | Wiktor Sidiak              |
| 1980 Moskwa         | Wiktor Krowopuskow    | Michaił Burcew       | Imre Gedővári              |
| 1984 Los Angeles    | Jean-François Lamour  | Marco Marin          | Peter Westbrook            |
| 1988 Seul           | Jean-François Lamour  | Janusz Olech         | Giovanni Scalzo            |
| 1992 Barcelona      | Bence Szabó           | Marco Marin          | Jean-François Lamour       |
| 1996 Atlanta        | Stanisław Pozdniakow  | Siergiej Szarikow    | Damien Touya               |
| 2000 Sydney         | Mihai Covaliu         | Matthieu Gourdain    | Wiradech Kothny            |
| 2004 Ateny          | Aldo Montano          | Zsolt Nemcsik        | Władysław Tretiak          |
| 2008 Pekin          | Zhong Man             | Nicolas Lopez        | Mihai Covaliu              |
| 2012 Londyn         | Áron Szilágyi         | Diego Occhiuzzi      | Nikołaj Kowalow            |
| 2016 Rio de Janeiro | Áron Szilágyi         | Daryl Homer          | Kim Jung-hwan              |
| 2020 Tokio          | Áron Szilágyi         | Luigi Samele         | Kim Jung-hwan              |
| 2024 Paryż          | Oh Sang-uk            | Fares Ferjani        | Luigi Samele               |

### Szabla drużynowo
| Rok i miejsce       | Złoto | Srebro | Brąz |
| ------------------- | --- | --- | --- |
| 1908 Londyn         | Węgry · Jenő Fuchs · Oszkár Gerde · Péter Tóth · Lajos Werkner · Dezső Földes                                                                     | Włochy · Riccardo Nowak · Alessandro Pirzio Biroli · Abelardo Olivier · Marcello Bertinetti · Sante Ceccherini                                   | Vilém Goppold von Lobsdorf František Dušek Otakar Lada Bedřich Schejbal Vlastimil Lada-Sázavský                                                         |
| 1912 Sztokholm      | Węgry · László Berti · Jenő Fuchs · Ervin Mészáros · Zoltán Schenker · Dezső Földes · Oszkár Gerde · Péter Tóth · Lajos Werkner                   | Cesarstwo Austrii · Richard Verderber · Otto Herschmann · Rudolf Cvetko · Friedrich Golling · Reinhold Trampler · Albert Bogen · Andreas Suttner | Holandia · George van Rossem · Hendrik de Iongh · Jetze Doorman · Arie de Jong · Dirk Scalongne · Willem van Blijenburgh                                |
| 1920 Antwerpia      | Włochy · Nedo Nadi · Aldo Nadi · Francesco Gargano · Oreste Puliti · Giorgio Santelli · Dino Urbani · Baldo Baldi                                 | Francja · Jean Margraff · Marc Perrodon · Henri de Saint Germain · Georges Trombert                                                              | Holandia · Jan van der Wiel · Adrianus de Jong · Jetze Doorman · Willem van Blijenburgh · Louis Delaunoij · Salomon Zeldenrust · Henri Wijnoldy-Daniëls |
| 1924 Paryż          | Włochy · Oreste Puliti · Giulio Sarrocchi · Marcello Bertinetti · Oreste Moricca · Renato Anselmi · Guido Balzarini · Bino Bini · Vincenzo Cuccia | Węgry · László Berti · János Garay · József Rády · Zoltán Schenker · Jeno Uhlyarik · László Széchy · Ödön Tersztyánszky                          | Holandia · Arie de Jong · Jetze Doorman · Hendrik Scherpenhuijzen · Jan van der Wiel · Maarten van Dulm · Henri Wijnoldy-Daniëls                        |
| 1928 Amsterdam      | Węgry · János Garay · Gyula Glykais · Sándor Gombos · József Rády · Ödön Tersztyánszky · Attila Petschauer                                        | Włochy · Renato Anselmi · Bino Bini · Gustavo Marzi · Oreste Puliti · Emilio Salafia · Giulio Sarrocchi                                          | Polska · Kazimierz Laskowski · Aleksander Małecki · Adam Papée · Władysław Segda · Tadeusz Friedrich · Jerzy Zabielski                                  |
| 1932 Los Angeles    | Węgry · György Piller · Attila Petschauer · Ernő Nagy · Endre Kabos · Gyula Glykais · Aladár Gerevich                                             | Włochy · Renato Anselmi · Arturo De Vecchi · Emilio Salafia · Ugo Pignotti · Gustavo Marzi · Giulio Gaudini                                      | Polska · Adam Papée · Tadeusz Friedrich · Władysław Segda · Leszek Lubicz-Nycz · Władysław Dobrowolski · Marian Suski                                   |
| 1936 Berlin         | Węgry · Tibor Berczelly · Aladár Gerevich · Endre Kabos · László Rajcsányi · Pál Kovács · Imre Rajczy                                             | Włochy · Giulio Gaudini · Gustavo Marzi · Aldo Masciotta · Aldo Montano · Vincenzo Pinton · Athos Tanzini                                        | III Rzesza · Richard Wahl · Erwin Casmir · Julius Eisenecker · August Heim · Hans-Georg Jörger · Hans Esser                                             |
| 1948 Londyn         | Węgry · Aladár Gerevich · Rudolf Kárpáti · Pál Kovács · Tibor Berczelly · László Rajcsányi · Bertalan Papp                                        | Włochy · Gastone Darè · Carlo Turcato · Vincenzo Pinton · Mauro Racca · Renzo Nostini · Aldo Montano                                             | Stany Zjednoczone · Norman Cohn-Armitage · George Worth · Tibor Nyilas · Dean Cetrulo · Miguel de Capriles · James Flynn                                |
| 1952 Helsinki       | Węgry · Rudolf Kárpáti · Pál Kovács · Tibor Berczelly · Aladár Gerevich · László Rajcsányi · Bertalan Papp                                        | Włochy · Gastone Darè · Roberto Ferrari · Renzo Nostini · Giorgio Pellini · Vincenzo Pinton · Mauro Racca                                        | Francja · Jean Laroyenne · Jacques Lefèvre · Jean Levavasseur · Bernard Morel · Maurice Piot · Jean-François Tournon                                    |
| 1956 Melbourne      | Węgry · Rudolf Kárpáti · Aladár Gerevich · Pál Kovács · Jenő Hámori · Attila Keresztes · Dániel Magay                                             | Polska · Jerzy Pawłowski · Wojciech Zabłocki · Zygmunt Pawlas · Marian Kuszewski · Ryszard Zub · Andrzej Piątkowski                              | ZSRR · Lew Kuzniecow · Jakow Rylski · Jewgienij Czeriepowski · Dawid Tyszler · Leonid Bogdanow                                                          |
| 1960 Rzym           | Węgry · Tamás Mendelényi · Rudolf Kárpáti · Pál Kovács · Zoltán Horváth · Gábor Delneky · Aladár Gerevich                                         | Polska · Andrzej Piątkowski · Emil Ochyra · Wojciech Zabłocki · Jerzy Pawłowski · Ryszard Zub · Marian Kuszewski                                 | Włochy · Wladimiro Calarese · Giampaolo Calanchini · Pierluigi Chicca · Roberto Ferrari · Mario Ravagnan                                                |
| 1964 Tokio          | ZSRR · Umiar Mawlichanow · Nugzar Asatiani · Jakow Rylski · Mark Rakita · Boris Mielnikow                                                         | Włochy · Wladimiro Calarese · Cesare Salvadori · Giampaolo Calanchini · Pierluigi Chicca · Mario Ravagnan                                        | Polska · Andrzej Piątkowski · Ryszard Zub · Emil Ochyra · Jerzy Pawłowski · Wojciech Zabłocki                                                           |
| 1968 Meksyk         | ZSRR · Władimir Nazłymow · Wiktor Sidiak · Eduard Winokurow · Mark Rakita · Umiar Mawlichanow                                                     | Włochy · Wladimiro Calarese · Michele Maffei · Cesare Salvadori · Pierluigi Chicca · Rolando Rigoli                                              | Węgry · Tamás Kovács · János Kalmár · Péter Bakonyi · Miklós Meszéna · Tibor Pézsa                                                                      |
| 1972 Monachium      | Włochy · Michele Maffei · Mario Aldo Montano · Mario Tullio Montano · Rolando Rigoli · Cesare Salvadori                                           | ZSRR · Wiktor Bażenow · Władimir Nazłymow · Wiktor Sidiak · Eduard Winokurow · Mark Rakita                                                       | Węgry · Pál Gerevich · Tamás Kovács · Péter Marót · Tibor Pézsa · Péter Bakonyi                                                                         |
| 1976 Montreal       | ZSRR · Wiktor Krowopuskow · Eduard Winokurow · Wiktor Sidiak · Władimir Nazłymow · Michaił Burcew                                                 | Włochy · Mario Aldo Montano · Michele Maffei · Angelo Arcidiacono · Tommaso Montano · Mario Tullio Montano                                       | Rumunia · Dan Irimiciuc · Ioan Pop · Marin Mustață · Cornel Marin · Alexandru Nilca                                                                     |
| 1980 Moskwa         | ZSRR · Wiktor Krowopuskow · Nikołaj Alochin · Wiktor Sidiak · Władimir Nazłymow · Michaił Burcew                                                  | Włochy · Michele Maffei · Mario Aldo Montano · Marco Romano · Ferdinando Meglio · Giovanni Scalzo                                                | Węgry · Imre Gedővári · Rudolf Nébald · Pál Gerevich · Ferenc Hammang · György Nébald                                                                   |
| 1984 Los Angeles    | Włochy · Marco Marin · Gianfranco Dalla Barba · Giovanni Scalzo · Ferdinando Meglio · Angelo Arcidiacono                                          | Francja · Jean-François Lamour · Pierre Guichot · Hervé Granger-Veyron · Philippe Delrieu · Franck Ducheix                                       | Rumunia · Marin Mustață · Ioan Pop · Alexandru Chiculiță · Cornel Marin · Vilmoș Szabo                                                                  |
| 1988 Seul           | Węgry · Imre Bujdosó · László Csongrádi · Imre Gedővári · György Nébald · Bence Szabó                                                             | ZSRR · Andriej Alszan · Michaił Burcew · Siergiej Koriażkin · Siergiej Mindirgasow · Gieorgij Pogosow                                            | Włochy · Massimo Cavaliere · Gianfranco Dalla Barba · Marco Marin · Ferdinando Meglio · Giovanni Scalzo                                                 |
| 1992 Barcelona      | WNP · Grigorij Kirijenko · Aleksandr Szyrszow · Wadym Hutcajt · Stanisław Pozdniakow · Gieorgij Pogosow                                           | Węgry · Péter Abay · Imre Bujdosó · Csaba Köves · György Nébald · Bence Szabó                                                                    | Francja · Franck Ducheix · Jean-Philippe Daurelle · Hervé Granger-Veyron · Pierre Guichot · Jean-François Lamour                                        |
| 1996 Atlanta        | Rosja · Stanisław Pozdniakow · Grigorij Kirijenko · Siergiej Szarikow                                                                             | Węgry · Csaba Köves · József Navarrete · Bence Szabó                                                                                             | Włochy · Raffaello Caserta · Luigi Tarantino · Tonhi Terenzi                                                                                            |
| 2000 Sydney         | Rosja · Stanisław Pozdniakow · Aleksiej Frosin · Siergiej Szarikow                                                                                | Francja · Damien Touya · Matthieu Gourdain · Julien Pillet · Cédric Séguin                                                                       | Niemcy · Dennis Bauer · Wiradech Kothny · Alexander Weber                                                                                               |
| 2004 Ateny          | Francja · Julien Pillet · Damien Touya · Gaël Touya                                                                                               | Włochy · Luigi Tarantino · Giampiero Pastore · Aldo Montano                                                                                      | Rosja · Stanisław Pozdniakow · Aleksiej Jakimienko · Siergiej Szarikow · Aleksiej Djaczenko                                                             |
| 2008 Pekin          | Francja · Nicolas Lopez · Julien Pillet · Boris Sanson                                                                                            | Stany Zjednoczone · Timothy Morehouse · Jason Rogers · Keeth Smart · James Williams                                                              | Włochy · Aldo Montano · Giampiero Pastore · Diego Occhiuzzi · Luigi Tarantino                                                                           |
| 2012 Londyn         | Korea Południowa · Gu Bon-gil · Won Woo-young · Kim Jung-hwan · Oh Eun-seok                                                                       | Rumunia · Tiberiu Dolniceanu · Rareș Dumitrescu · Alexandru Sirițeanu · Florin Zalomir                                                           | Włochy · Aldo Montano · Diego Occhiuzzi · Luigi Samele · Luigi Tarantino                                                                                |
| 2016 Rio de Janeiro | – | – | – |
| 2020 Tokio          | Korea Południowa · Gu Bon-gil · Kim Jun-ho · Kim Jung-hwan · Oh Sang-uk                                                                           | Włochy · Luca Curatoli · Luigi Samele · Enrico Berrè · Aldo Montano                                                                              | Węgry · András Szatmári · Áron Szilágyi · Tamás Decsi · Csanád Gémesi                                                                                   |
| 2024 Paryż          | Korea Południowa · Do Gyeong-dong · Gu Bon-gil · Oh Sang-uk · Park Sang-won                                                                       | Węgry · Csanád Gémesi · Krisztián Rabb · András Szatmári · Áron Szilágyi                                                                         | Francja · Boladé Apithy · Jean-Philippe Patrice · Sébastien Patrice · Maxime Pianfetti                                                                  |

## Konkurencje nierozgrywane

### Walka na kije
| Rok i miejsce    | Złoto                 | Srebro           | Brąz          |
| ---------------- | --------------------- | ---------------- | ------------- |
| 1904 Saint Louis | Albertson Van Zo Post | William O’Connor | William Grebe |

## Kobiety

### Floret indywidualnie
| Rok i miejsce       | Złoto                   | Srebro                  | Brąz                  |
| ------------------- | ----------------------- | ----------------------- | --------------------- |
| 1924 Paryż          | Ellen Osiier            | Gladys Davis            | Grete Heckscher       |
| 1928 Amsterdam      | Helene Mayer            | Muriel Freeman          | Olga Oelkers          |
| 1932 Los Angeles    | Ellen Preis             | Judy Guinness           | Erna Bogen            |
| 1936 Berlin         | Ilona Elek              | Helene Mayer            | Ellen Preis           |
| 1948 Londyn         | Ilona Elek              | Karen Lachmann          | Ellen Müller-Preis    |
| 1952 Helsinki       | Irene Camber            | Ilona Elek              | Karen Lachmann        |
| 1956 Melbourne      | Gillian Sheen           | Olga Szabó-Orbán        | Renée Garilhe         |
| 1960 Rzym           | Heidi Schmid            | Walentina Rastworowa    | Maria Vicol           |
| 1964 Tokio          | Ildikó Újlaky-Rejtő     | Helga Volz-Mees         | Antonella Ragno       |
| 1968 Meksyk         | Jelena Nowikowa         | Pilar Roldán            | Ildikó Újlaky-Rejtő   |
| 1972 Monachium      | Antonella Ragno-Lonzi   | Ildikó Bóbis            | Galina Gorochowa      |
| 1976 Montreal       | Ildikó Schwarczenberger | Maria Consolata Collino | Jelena Biełowa        |
| 1980 Moskwa         | Pascale Trinquet        | Magda Maros             | Barbara Wysoczańska   |
| 1984 Los Angeles    | Luan Jujie              | Cornelia Hanisch        | Dorina Vaccaroni      |
| 1988 Seul           | Anja Fichtel            | Sabine Bau              | Zita Funkenhauser     |
| 1992 Barcelona      | Giovanna Trillini       | Wang Huifeng            | Tatjana Sadowska      |
| 1996 Atlanta        | Laura Badea             | Valentina Vezzali       | Giovanna Trillini     |
| 2000 Sydney         | Valentina Vezzali       | Rita König              | Giovanna Trillini     |
| 2004 Ateny          | Valentina Vezzali       | Giovanna Trillini       | Sylwia Gruchała       |
| 2008 Pekin          | Valentina Vezzali       | Nam Hyun-hee            | Margherita Granbassi  |
| 2012 Londyn         | Elisa Di Francisca      | Arianna Errigo          | Valentina Vezzali     |
| 2016 Rio de Janeiro | Inna Dierigłazowa       | Elisa Di Francisca      | Inès Boubakri         |
| 2020 Tokio          | Lee Kiefer              | Inna Dierigłazowa       | Łarisa Korobiejnikowa |
| 2024 Paryż          | Lee Kiefer              | Lauren Scruggs          | Eleanor Harvey        |

### Floret drużynowo
| Rok i miejsce       | Złoto | Srebro | Brąz |
| ------------------- | --- | --- | --- |
| 1960 Rzym           | ZSRR · Walentina Rastworowa · Walentina Prudskowa · Aleksandra Zabelina · Ludmiła Sziszowa · Tatjana Pietrienko · Galina Gorochowa | Węgry · Györgyi Marvalics-Székely · Ildikó Újlaky-Rejtő · Magdolna Kovács · Katalin Juhász · Lídia Dömölky               | Włochy · Bruna Colombetti-Peroncini · Velleda Cesari · Claudia Pasini · Irene Camber · Antonella Ragno                  |
| 1964 Tokio          | Węgry · Judit Ágoston-Mendelényi · Ildikó Újlaky-Rejtő · Paula Marosi · Katalin Juhász · Lídia Dömölky-Sákovics                    | ZSRR · Walentina Rastworowa · Walentina Prudskowa · Tatjana Samusienko · Ludmiła Sziszowa · Galina Gorochowa             | Niemcy · Gudrun Theuerkauff · Heidi Schmid · Helga Volz-Mees · Rosemarie Scherberger                                    |
| 1968 Meksyk         | ZSRR · Tatjana Samusienko · Jelena Nowikowa · Aleksandra Zabielina · Swietłana Czirkowa · Galina Gorochowa                         | Węgry · Ildikó Bóbis · Ildikó Újlaky-Rejtő · Paula Marosi · Mária Gulácsy · Lídia Dömölky-Sákovics                       | Rumunia · Ecaterina Stahl-Iencic · Ileana Gyulai-Drimba-Jenei · Maria Vicol · Olga Orban-Szabo · Ana Dersidan-Ene-Pascu |
| 1972 Monachium      | ZSRR · Tatjana Samusienko · Jelena Biełowa · Aleksandra Zabielina · Swietłana Czirkowa · Galina Gorochowa                          | Węgry · Ildikó Bóbis · Ildikó Újlaky-Rejtő · Ildikó Schwarczenberger · Mária Gulácsi-Szolnoki · Ildikó Matuscsák-Rónay   | Rumunia · Ecaterina Stahl-Iencic · Ileana Gyulai-Drimba-Jenei · Ana Dersidan-Ene-Pascu · Olga Orban-Szabo               |
| 1976 Montreal       | ZSRR · Olga Kniaziewa · Jelena Biełowa · Walentina Sidorowa · Nailia Giliazowa · Walentina Nikonowa                                | Francja · Brigitte Latrille · Brigitte Gapais-Dumont · Christine Muzio · Véronique Trinquet · Claudette Herbster-Josland | Węgry · Ildikó Bóbis · Ildikó Újlaky-Rejtő · Ildikó Schwarczenberger · Edit Kovács · Magda Maros                        |
| 1980 Moskwa         | Francja · Brigitte Latrille-Gaudin · Isabelle Boéri-Bégard · Christine Muzio · Pascale Trinquet · Véronique Brouquier              | ZSRR · Irina Uszakowa · Jelena Biełowa · Walentina Sidorowa · Nailia Giliazowa · Łarisa Cagarajewa                       | Węgry · Gertrúd Stefanek · Zsuzsanna Szőcs · Ildikó Schwarczenberger · Edit Kovács · Magda Maros                        |
| 1984 Los Angeles    | RFN · Christiane Weber · Cornelia Hanisch · Sabine Bischoff · Zita Funkenhauser · Ute Wessel                                       | Rumunia · Aurora Dan · Monika Weber-Koszto · Rozalia Oros · Marcela Zsak · Elisabeta Guzganu-Tufan                       | Francja · Laurence Modaine · Pascale Trinquet-Hachin · Brigitte Gaudin · Anne Meygret · Véronique Brouquier             |
| 1988 Seul           | RFN · Christiane Weber · Sabine Bau · Anja Fichtel · Zita Funkenhauser · Annette Klug                                              | Włochy · Francesca Bortolozzi · Annapia Gandolfi · Lucia Traversa · Dorina Vaccaroni · Margherita Zalaffi                | Węgry · Gertrúd Stefanek · Zsuzsanna Szőcs · Zsuzsanna Janosi · Edit Kovács · Katalin Tuschák                           |
| 1992 Barcelona      | Włochy · Francesca Bortolozzi · Diana Bianchedi · Giovanna Trillini · Dorina Vaccaroni · Margherita Zalaffi                        | Niemcy · Annette Dobmeier · Sabine Bau · Anja Fichtel-Mauritz · Zita Funkenhauser · Monika Weber-Koszto                  | Rumunia · Laura Badea · Roxana Dumitrescu · Claudia Grigorescu · Reka Szabo · Elisabeta Tufan                           |
| 1996 Atlanta        | Włochy · Francesca Bortolozzi-Borella · Giovanna Trillini · Valentina Vezzali                                                      | Rumunia · Laura Badea · Roxana Scarlat · Reka Szabo                                                                      | Niemcy · Sabine Bau · Anja Fichtel · Monika Weber-Koszto                                                                |
| 2000 Sydney         | Włochy · Diana Bianchedi · Giovanna Trillini · Valentina Vezzali                                                                   | Polska · Sylwia Gruchała · Magdalena Mroczkiewicz · Anna Rybicka · Barbara Szewczyk                                      | Niemcy · Sabine Bau · Rita König · Monika Weber-Koszto                                                                  |
| 2004 Ateny          | --- | --- | --- |
| 2008 Pekin          | Rosja · Swietłana Bojko · Aida Szanajewa · Wiktorija Nikiszyna · Jewgienija Łamonowa                                               | Stany Zjednoczone · Emily Cross · Hanna Thompson · Erinn Smart                                                           | Włochy · Margherita Granbassi · Giovanna Trillini · Valentina Vezzali · Ilaria Salvatori                                |
| 2012 Londyn         | Włochy · Elisa Di Francisca · Arianna Errigo · Ilaria Salvatori · Valentina Vezzali                                                | Rosja · Aida Szanajewa · Łarisa Korobiejnikowa · Inna Dierigłazowa · Kamiłła Gafurzianowa                                | Korea Południowa · Nam Hyun-hee · Jeon Hee-sook · Jung Gil-ok · Oh Ha-na                                                |
| 2016 Rio de Janeiro | – | – | – |
| 2020 Tokio          | Rosyjski Komitet Olimpijski · Łarisa Korobiejnikowa · Inna Dierigłazowa · Adielina Zagidullina · Marta Martjanowa                  | Francja · Ysaora Thibus · Pauline Ranvier · Anita Blaze · Astrid Guyart                                                  | Włochy · Alice Volpi · Arianna Errigo · Martina Batini · Erica Cipressa                                                 |

### Szpada indywidualnie
| Rok i miejsce       | Złoto            | Srebro                 | Brąz                  |
| ------------------- | ---------------- | ---------------------- | --------------------- |
| 1996 Atlanta        | Laura Flessel    | Valérie Barlois        | Gyöngyi Szalay        |
| 2000 Sydney         | Tímea Nagy       | Gianna Hablützel-Bürki | Laura Flessel-Colovic |
| 2004 Ateny          | Tímea Nagy       | Laura Flessel-Colovic  | Maureen Nisima        |
| 2008 Pekin          | Britta Heidemann | Ana Maria Brânză       | Ildikó Mincza-Nébald  |
| 2012 Londyn         | Jana Szemiakina  | Britta Heidemann       | Sun Yujie             |
| 2016 Rio de Janeiro | Emese Szász      | Rossella Fiamingo      | Sun Yiwen             |
| 2020 Tokio          | Sun Yiwen        | Ana Maria Popescu      | Katrina Lehis         |

### Szpada drużynowo
| Rok i miejsce       | Złoto                                                                           | Srebro                                                                                                | Brąz                                                                                               |
| ------------------- | ------------------------------------------------------------------------------- | --- | -------------------------------------------------------------------------------------------------- |
| 1996 Atlanta        | Francja · Laura Flessel · Sophie Moressée-Pichot · Valérie Barlois              | Włochy · Laura Chiesa · Elisa Uga · Margherita Zalaffi                                                | Rosja · Marija Mazina · Julija Garajewa · Karina Aznawurian                                        |
| 2000 Sydney         | Rosja · Mariya Mazina · Tatjana Łogunowa · Karina Aznawurian · Oksana Jermakowa | Szwajcaria · Gianna Hablützel-Bürki · Sophie Lamon · Diana Romagnoli                                  | Chiny · Li Na · Liang Qin · Yang Shaoqi                                                            |
| 2004 Ateny          | Rosja · Anna Siwkowa · Tatjana Łogunowa · Karina Aznawurian · Oksana Jermakowa  | Niemcy · Imke Duplitzer · Britta Heidemann · Claudia Bokel                                            | Francja · Sarah Daninthe · Maureen Nisima · Hajnalka Király-Picot · Laura Flessel-Colovic          |
| 2008 Pekin          | ---                                                                             | ---                                                                                                   | ---                                                                                                |
| 2012 Londyn         | Włochy · Li Na · Luo Xiaojuan · Sun Yujie · Xu Anqi                             | Japonia · Shin A-lam · Jung Hyo-jung · Choi In-jeong · Choi Eun-sook                                  | Stany Zjednoczone · Maya Lawrence · Courtney Hurley · Kelley Hurley · Susie Scanlan                |
| 2016 Rio de Janeiro | Rumunia · Loredana Iordăchioiu · Simona Gherman · Simona Pop · Ana Maria Brânză | Chiny · Hao Jialu · Sun Yiwen · Sun Yujie · Xu Anqi                                                   | Rosja · Olga Koczniewa · Wioletta Kołobowa · Tatjana Łogunowa · Lubow Szutowa                      |
| 2020 Tokio          | Estonia · Julia Beljajeva · Katrina Lehis · Erika Kirpu · Irina Embrich         | Korea Południowa · Choi In-jeong · Kang Young-mi · Lee Hye-in · Song Se-ra                            | Włochy · Rossella Fiamingo · Federica Isola · Mara Navarria · Alberta Santuccio                    |
| 2024 Paryż          | Włochy · Rossella Fiamingo · Mara Navarria · Giulia Rizzi · Alberta Santuccio   | Francja · Marie-Florence Candassamy · Alexandra Louis-Marie · Auriane Mallo-Breton · Coraline Vitalis | Polska · Aleksandra Jarecka · Alicja Klasik · Renata Knapik-Miazga · Martyna Swatowska-Wenglarczyk |

### Szabla indywidualnie
| Rok i miejsce       | Złoto              | Srebro        | Brąz          |
| ------------------- | ------------------ | ------------- | ------------- |
| 2004 Ateny          | Mariel Zagunis     | Tan Xue       | Sada Jacobson |
| 2008 Pekin          | Mariel Zagunis     | Sada Jacobson | Rebecca Ward  |
| 2012 Londyn         | Kim Ji-yeon        | Sofja Wielika | Olha Charłan  |
| 2016 Rio de Janeiro | Jana Jegorian      | Sofja Wielika | Olha Charłan  |
| 2020 Tokio          | Sofija Pozdniakowa | Sofja Wielika | Manon Brunet  |

### Szabla drużynowo
| Rok i miejsce       | Złoto                                                                            | Srebro                                                                      | Brąz                                                                                     |
| ------------------- | -------------------------------------------------------------------------------- | --------------------------------------------------------------------------- | ---------------------------------------------------------------------------------------- |
| 2008 Pekin          | Ukraina · Olha Żownir · Olha Charłan · Hałyna Pundyk · Ołena Chomrowa            | Chiny · Bao Yingying · Huang Haiyang · Ni Hong · Tan Xue                    | Stany Zjednoczone · Sada Jacobson · Rebecca Ward · Mariel Zagunis                        |
| 2012 Londyn         | –                                                                                | –                                                                           | –                                                                                        |
| 2016 Rio de Janeiro | Rosja · Jekatierina Djaczenko · Julija Gawriłowa · Jana Jegorian · Sofja Wielika | Ukraina · Olha Charłan · Alina Komaszczuk · Ołena Krawaćka · Ołena Woronina | Stany Zjednoczone · Monica Aksamit · Ibtihaj Muhammad · Dagmara Wozniak · Mariel Zagunis |
| 2020 Tokio          | Rosyjski Komitet Olimpijski · Sofja Wielika · Sofija Pozdniakowa · Olga Nikitina | Francja · Manon Brunet · Cécilia Berder · Charlotte Lembach · Sara Balzer   | Korea Południowa · Kim Ji-yeon · Yoon Ji-su · Seo Ji-yeon · Choi Soo-yeon                |